# L. F. Import
L. F. Import war ein französischer Hersteller von Automobilen.

## Unternehmensgeschichte
Das Unternehmen aus Suresnes begann 1985 mit dem Import und 1986 mit der Produktion von Automobilen. Der Markenname lautete LF. 1989 endete die Produktion.

## Fahrzeuge
Das Unternehmen stellte Nachbildungen des AC Cobra her. Die Modellbezeichnung lautete Replica 427. Für den Antrieb sorgte gewöhnlich der V8-Motor von Rover. Es standen aber auch V8-Motoren von Chevrolet mit 7400 cm³ Hubraum und von Ford mit 7000 cm³ Hubraum sowie V6-Motoren von europäischen Herstellern zur Auswahl.